# Justino Martins
Justino Martins (Cruz Alta, 1917 — 1983) foi um jornalista brasileiro.
Era cunhado de Érico Veríssimo, com quem trabalhou na Revista do Globo. Convidado por Adolpho Bloch, foi trabalhar na revista Manchete, da qual inicialmente foi correspondente em Paris, e a seguir seu diretor. Foi o responsável pelo projeto que se tornou a marca registrada da revista, com fotos coloridas, em tamanhos grandes, impressão de qualidade e textos leves.
Em co-autoria com Carlos Lacerda, Darwin Brandão, Edmar Morel, David Nasser, Francisco de Assis Barbosa, João Martins, Joel Silveira, Otto Lara Resende e Samuel Wainer publicou o livro Reportagens que abalaram o Brasil, pela Editora Bloch.
Em sua homenagem, em 1987, em sua cidade natal, foi inaugurada a Casa de Cultura Justino Martins